# Totenkirchl
Das Totenkirchl ist ein 2190 m ü. A. hoher Berg im Wilden Kaiser in den Nördlichen Kalkalpen östlich von Kufstein in Tirol. Das Totenkirchl weist nördlich einen steilen Sockel mit breitem Schrofenband auf, nach Nordwesten bildet es dagegen eine Felswand aus, die durch drei große Terrassen unterbrochen ist. Nach Osten fällt der Berg mit einer rund 400 m hohen Wand gegen das Winkelkar (Schneeloch) ab, auf der Westseite liegt eine 600 m hohe Steilwand oberhalb des Hohen Winkels.

## Lage
Der Berg gehört zum Zentralkaiser und liegt unmittelbar südlich des Stripsenjochs und ist über die Winklerscharte mit dem Massiv der Karlspitzen (Grat zur Hinteren Karlspitze) verbunden. Östlich gegenüber sind Fleischbank und Christaturm, dazwischen befindet sich das Winkelkar mit dem Schneeloch. Westlich befindet sich das Hochkar Hoher Winkel, dahinter gegenüber der Haltstock mit der Kleinen Halt. Der Berg gehört zur Gemeinde Kirchdorf in Tirol.

## Alpinismus
Der Berg zählt zu den berühmtesten Kletterbergen der nördlichen Kalkalpen mit über fünfzig Kletterrouten ab dem Schwierigkeitsgrad III nach UIAA-Skala. Erstbegeher waren nach zwei abgebrochenen Versuchen Karl Babenstuber, Gottfried Merzbacher und der Bergführer Michael Soyer (genannt Steinackerer) am 16. Juni 1881. Im Jahr 1893 erfolgte die 25. Besteigung. Die Westwand wurde erstmals von Dülfer und von Redwitz im Jahr 1913 durchstiegen. Er ist besonders wegen seiner zahlreichen Kamine, etwa dem nach Hans Dülfer benannten Dülfer-Kamin, als Kletterberg bekannt und beliebt. Über den Christ-Fick-Kamin stiegen erstmals Heinrich Fick und Fritz Christ auf.
Die Westwand des Totenkirchls wurde 1908 von Piaz, Klammer, Schietzokld und Schroffenegger erstbegangen, diese Tour galt zu dieser Zeit als die schwierigste Kletterroute in den gesamten Alpen. Paul Preuß kletterte sie im Juli 1911 zum ersten Mal frei, im Alleingang, also ohne technische Hilfsmittel und ohne Sicherung und in der Rekordzeit von zweieinhalb Stunden. Das war damals eine absolute Sensation.
Ausgangspunkt für Touren auf das Totenkirchl ist das Stripsenjochhaus des Österreichischen Alpenvereins (ÖAV).
Der heutige Normalweg ist eine Kombination aus Führerweg, untere Schmidtrinne, Leuchsvariante und Oberem Merzbacherweg beginnt am Stripsenjoch und weist eine teils schwierige Routenfindung auf. Der Zeitaufwand beträgt ab Stripsenjoch etwa 4 Stunden, die Schwierigkeit liegen bei II (vielfach) und mehrere längere Passagen bis III+. Durch die vielen Begehungen ist der Fels teilweise speckig und steinschlaggefährdet.

## Varia
Das erste namentlich bekannte Opfer des Totenkirchl war der Münchner Josef Ehret, der sich im Oktober 1892 trotz aller Warnungen nicht hatte davon abbringen lassen, den schon bei guten Wetterverhältnissen schwierigen Berg bei nasskaltem und nebeligem Wetter im Alleingang zu bezwingen.
Am 1. August 1925 stürzte der Bergführer Hans Fiechtl bei einer Kletterpartie beim Schneeloch zwischen Fleischbank und Totenkirchl in den Tod. Es war dies der sechste tödliche Absturz, der sich in diesem Jahr im Gebiet des Wilden Kaiser ereignet hatte. Eine Woche vorher hatte Fiechtl noch Resi Stöger, die elfjährige Tochter des Hüttenwirtes des Stripsenjoch-Hauses und deren 13-jährige Freundin Toni Steiner zum Gipfel begleitet. Die beiden Mädchen galten als die jüngsten Bezwinger des Berges. Nur einen Tag nach dem Todessturz Fiechtls starben vier Münchner Touristen infolge eines plötzlich aufgetretenen Schneesturms an Entkräftung.
Der älteste Mensch, der auf den Gipfel des Totenkirchl stand, war der Rosenheimer Arno Loth. Er war zum Zeitpunkt der Besteigung 86 Jahre alt.
1918 wurde das Totenkirchl zum ersten Mal von einem Touristen mit nur einem Bein bestiegen.
1930 forderte der Berg sieben Todesopfer. Innerhalb nur eines Tages starben vier junge Münchner Kletterer.
Einer Notiz zufolge, die 1931 im Salzburger Volksblatt erschien, haben bis zum Berichtszeitpunkt 130 Bergsteiger bei der Ausübung des Klettersports im Gebiet des Wilden Kaiser ihr Leben verloren. 25 Tote entfielen auf das Totenkirchl.
Im August des Jahres 1938 stürzten drei Bergsteiger und eine Bergsteigerin, alle vier aus München, in den Tod.
1942 drehte ein Team der Kulturfilmabteilung der Wien-Film einen Beitrag über das Totenkirchl. Während einer Drehpause wurden die Mitwirkenden an diesem Projekt Zeugen eines alpinen Notfalls, der zwei Kletterer das Leben kostete.
In Hinterbärenbad (Gemeinde Ebbs) wurde unweit des Anton-Karg-Hauses eine Gedenkstätte für die im Gebiet des Wilden Kaisers verunglückten Bergsteiger errichtet.
Im Juni 1942 wurde das Totenkirchl zum Schauplatz einer alpin-militärischen Aktion einer Gebirgsartillerie-Abteilung, die den Auftrag hatte, auf einer Scharte knapp unterhalb der zweiten Terrasse ein Geschütz in Stellung zu bringen.
Im Jänner 2006 überlebte der österreichische Bergführer und Höhenbergsteiger Markus Kronthaler bei einer Wintertour auf das Tochtenkirchl einen Absturz aus großer Höhe ohne nennenswerte Verletzungen. Nur vier Monate später verstarb Kronthaler auf tragische Weise bei einer Expedition auf den Broad Peak.
Der letzte Alpinunfall mit tödlichem Ausgang ereignete sich im Juli 2023.